# Parroquia Los Tacariguas
La Parroquia Urbana Los Tacarigua es una división-político administrativa, ubicada en el Municipio Girardot, Estado Aragua, Venezuela.
Posee una población aproximada de 65 000 habitantes. Limita con el oeste del municipio, con el Lago de Valencia, el Río Güey y el Estado Carabobo. Comprende algunas de las comunidades de más bajos recursos de la ciudad,.

## Barrios y sectores

### Barrio San Vicente
Sectores: San Vicente Centro, La Isabelita, La Chatarerra, El Viñedo, La Vaquera, El Cadillal, Primero de Mayo, El Infiernito, María Cristina, Los Tubos, entre otros.

### Barrio La Coromoto
Sectores: La Coromoto I,II,III, El Arsenal Sector A, Urbanización La Romana.

### Barrio 23 de Enero
Sin sectores.